# Copa Paulista de Futebol de 2025
A Copa Paulista de futebol profissional de 2025, ou Copa Paulista Sicredi 2025 (por questões de patrocínio associados a entidade corporativa futebolista) é recentemente à 31.ª edição da principal copa estadual de São Paulo organizada oficialmente pela Federação Paulista de Futebol (FPF), está  edição a competição classificatória e eliminatória foi reduzida para 23 equipes participantes com base nos critérios logísticos regionais paulistas
.
A Copa estadual iniciou em 13 de junho e finalizará em meados de 12 de outubro de 2025, a copa estadual foi dividida em 4 grupos, nesta organização 1 grupo é formado por 5 associações, enquanto os demais 3 grupos serão completamente diferentes com 6 participantes cada, as partidas serão disputadas com turno e returno, assim encaminhando às suas classificações presenciais, as respectivas quatro fases eliminatórias, concedendo o campeão do torneio futebolista o direito obrigatório de escolher um das duas competições nacionais organizadas pela CBF, a competição mais atraente para o clube, sendo as competições conhecidas legitimamente Brasileirão Série D de 2026 e Copa do Brasil de 2026, entre uma opção escolhida e aceitável pelo campeão, o vice-campeão herdará o seu passaporte assegurado em um campeonato ou copa, que irá ser totalmente recusada pelo vencedor da copa estadual.

## Formato

### Primeira Fase
Na primeira fase ou fase inicial classificatória, os clubes jogarão dentro dos seus respectivos quarto grupos em ordenação de turno e returno, classificando-se apenas às quatro melhores campanhas, para a fase oitavas de final, obersenvando, necessariamente os números de pontos ganhos, em cada um dos grupos, sendo exclusivamente complementares com desempates estáticos.

### Oitavas de final
A fase Oitavas de Final  ou Segunda fase da copa estadual profissional será disputada logicamente com dezesseis clubes participantes classificados na fase inicial, serão divididos em oito chave de respectivamente duas equipes, que jogarão em partidas de ida e volta, os oito vencedores dos embates, classificam-se para as quartas de final. Os clubes que obtiverem as oito melhores campanhas garantem a hospedagem da partida decisiva, os oito melhores clubes classificados realizaram a primeira partida como visitante em relação aos seus adversários, e portanto disputaram as condições de mandantes na segunda partida importantíssima, dentre os oito duelos serão completamentes organizados, com o pilar aprofundado da classificação inicial. Caso uma hipótese ocorra um empate nos agregados nas duas partidas realizadas ao final do tempo regulamentar na segunda partida, será definida em disputas de cobranças de penalidades máximas, a equipe que converter a maior diferença de marcações de gols será definida totalmente como integrante presencialmente nas quartas de final da competição.

Grupo cinco
1ª melhor campanha versus 16ª melhor campanha;
Grupo seis
2ª melhor campanha versus 15ª melhor campanha;
Grupo sete
3ª melhor campanha versus 14ª melhor campanha;
Grupo oito
4ª melhor campanha versus 13ª melhor campanha;
Grupo nove
5ª melhor campanha versus 12ª melhor campanha;
Grupo dez
6ª melhor campanha versus 11ª melhor campanha;
Grupo onze
7ª melhor campanha versus 10ª melhor campanha;
Grupo doze
8ª melhor campanha versus 9ª melhor campanha;

### Quartas de final
A fase Quartas de final ou Teceira fase será disputada pelos oito clubes participantes vencedores da fase oitavas de final, o certame será definido primordialmente seguindo as etapas da imposição do regulamento, ou seja a classificação será ágil neste exato momento; os confrontos serão divididos em quatro chaves de dois clubes, os clubes jogarão dentro da determinação elaborada significativa, de turno e returno, classificando-se apenas quatro equipes para as semifinais (os clubes vencedores, com o maior número de pontos conquistados). Os clubes que obtiverem as quatro melhores campanhas garantem a hospedagem da partida decisiva, os quatro melhores clubes classificados realizaram a primeira partida como visitante em relação aos seus adversários, e portanto disputaram as condições de mandantes na segunda partida importantíssima, dentre os quatro duelos serão completamentes organizados, com o pilar aprofundado da classificação inicial mais oitavas de final. Caso uma hipótese ocorra um empate nos agregados nas duas partidas realizadas ao final do tempo regulamentar na segunda partida, será definida em disputas de cobranças de penalidades máximas, a equipe que converter a maior diferença de marcações de gols será definida totalmente como semifinalista da competição.

Grupo treze
1ª melhor campanha versus 8ª melhor campanha;
Grupo quatorze
2ª melhor campanha versus 7ª melhor campanha;
Grupo quinze
3ª melhor campanha versus 6ª melhor campanha;
Grupo dezesseis
4ª melhor campanha versus 5ª melhor campanha;

### Semifinal
A fase Semifinais ou Quarta fase será a penúltima etapa da competição estadual, sendo antecessora da grande decisão, será disputada pelos quatro vencedores das recentes chaves distribuídos, será amplamente idêntica as fases antecessoras, com o mesmo estágio objetivo aplicado, os quatro clubes classificados das quartas de final, entrarão na disputa. A divisão alternativa serão duas chaves com duas associações, disputada também em partidas com categorias de turno e returno, apenas dois vencedores, serão classificados imediatamente para a grande final (os clubes vencedores, com o maior número de pontos conquistados). Os dois clubes que obtiverem as duas melhores campanhas garantem a hospedagem da partida decisiva, os melhores clubes classificados realizaram a primeira partida como visitante em relação aos seus adversários, e portanto disputaram as condições de mandantes na segunda partida importantíssima classificatória, dentre os dois duelos serão completamentes organizados oficialmente, com o pilar aprofundado da classificação inicial mais as duas fases anteriores (oitavas de final e quartas de final). Caso uma hipótese ocorra um empate nos agregados nas duas partidas realizadas ao final do tempo regulamentar na segunda partida, será definida em disputas de cobranças de penalidades máximas, a equipe que converter a maior diferença de marcações de gols será definida totalmente como finalista da competição.

Grupo dezessete
1ª melhor campanha versus 4ª melhor campanha;
Grupo dezoito
2ª melhor campanha versus 3ª melhor campanha;

### Final
A Final ou Quinta fase, será a grande decisão decorrente da Copa Paulista Sicredi 2025, será disputada pelos dois vencedores das semifinais, sendo inseridos fixamente em um grupo único, os confrontos da grande final serão realizadas em dois turnos, sendo eles; turno e returno, o clube que vencer será considerado e consagrado campeão da copa estadual profissional, a associação declarada campeã, será por questões de mais pontos conquistados em relação a oponente, (o clube vencedor, é o que estiver com maior número de pontos conquistados). O clube que adquirir a melhor campanha garante a hospedagem da partida decisiva, o melhor clube colocado classificado realizará a primeira partida como visitante em relação ao seu adversário, e portanto disputará as condições de mandante na segunda partida importantíssima finalista, dentre o único duelo será completamente organizado oficialmente, com o pilar aprofundado da classificação inicial mais as três fases anteriores (oitavas de final, quartas de final e semifinal). Caso uma hipótese ocorra um empate nos agregados nas duas partidas realizadas ao final do tempo regulamentar na segunda partida, será definida em disputas de cobranças de penalidades máximas, a equipe que converter a maior diferença de marcações de gols será definida totalmente com vencedora e conquistadora da competição.

Grupo dezenove
1ª melhor campanha versus 2ª melhor campanha;

### Critérios de Desempate
Ocorrendo igualdade em pontos ganhos entre dois ou mais clubes na fase inicial classificatória, aplica-se um desdobramento das nomeações regulares para implementar uma sucessiva contagem de critérios das funções técnicas destacadas está fase pendêncial de desempate futebolista entre os clubes, dentre as diretrizes, que se destacam:
1. Maior número de vitórias ;
2. Maior saldo de gols ;
3. Maior número de gols marcados;
4. Menor número de cartões amarelos recebidos ;
5. Menor número de cartões vermelhos recebidos ;
6. Sorteio público promovendo a desigualdade na sede da FPF ;

### Classificações para competições nacionais
- O Club vencedor será indicado sem questionamentos, a uma das vagas disponíveis pela Federação Paulista de Futebol, via calendário do futebol brasileiro de 2026, com aprovação da Confederação Brasileira de Futebol, para Copa do Brasil de 2026 ou poderá optar pela intuição possível a vaga disponível para seus interesses nacionais, prolongando seu calendário relacionado ao Brasileirão Série D de 2026, o campeão irá escolher qual é o campeonato ou copa; nacionais mais atraente e financeiramente benéfica para sua estruturação esportiva.

- Nos termos contextualizados e logísticos, o clube vice-campeão será indicado a vaga remanescente recusada pelo campeão, sendo elas Copa do Brasil de 2026 ou Brasileirão Série D de 2026.

- Caso o clube campeão ou vice-campeão tenha direito disponível com seus seguintes passaportes preenchidos para as vagas diretas da Copa do Brasil de 2026 ou se estiver participando de um das quatro divisões do campeonato brasileiro de futebol profissional em 2026; a vaga será definitivamente notadamente ocupada pelo clube melhor colocado na Copa Paulista de Futebol Profissional Sicredi de 2025, excluídos os clubes finalistas anteriormente referidos e demonstrados.[7][8]

## Equipes participantes
Os seguintes 23 clubes irão participar diretamente da Copa Paulista Sicredi de Futebol Profissional 2025, será divididos em grupos e chaves eliminatórias, a lista está apresentanda abaixo;

## Primeira Fase

### Grupo 1
| Pos | Equipe          | Pts | J | V | E | D | GP | GC | SG | Classificação ou descenso     |  | GPR | MTA | NOR | ARA | LIN |
| --- | --------------- | --- | - | - | - | - | -- | -- | -- | ----------------------------- |  | --- | --- | --- | --- | --- |
| 1   | Grêmio Prudente | 16  | 8 | 4 | 4 | 0 | 12 | 6  | +6 | Classificados para Fase Final |  | —   | 3–1 | 2–0 | 2–1 | 2–1 |
| 2   | Monte Azul      | 14  | 8 | 4 | 2 | 2 | 8  | 7  | +1 | Classificados para Fase Final |  | 1–1 | —   | 1–0 | 1–0 | 2–0 |
| 3   | Noroeste        | 11  | 8 | 3 | 2 | 3 | 7  | 7  | 0  | Classificados para Fase Final |  | 0–0 | 3–1 | —   | 1–1 | 1–0 |
| 4   | Araçatuba       | 8   | 8 | 2 | 2 | 4 | 8  | 9  | −1 | Classificados para Fase Final |  | 1–1 | 0–1 | 2–0 | —   | 2–1 |
| 5   | Linense         | 5   | 8 | 1 | 2 | 5 | 5  | 11 | −6 |                               |  | 1–1 | 0–0 | 0–2 | 2–1 | —   |

### Grupo 2
| Pos | Equipe           | Pts | J  | V | E | D | GP | GC | SG | Classificação ou descenso     |     | USJ | COM | ITL | FRA | BTF | ITA |
| --- | ---------------- | --- | -- | - | - | - | -- | -- | -- | ----------------------------- | --- | --- | --- | --- | --- | --- | --- |
| 1   | União São João   | 19  | 10 | 5 | 4 | 1 | 15 | 10 | +5 | Classificados para Fase Final |     | —   | 1–0 | 1–0 | 3–1 | 2–2 | 0–1 |
| 2   | Comercial        | 17  | 10 | 5 | 2 | 3 | 13 | 9  | +4 | Classificados para Fase Final |     | 0–1 | —   | 2–2 | 1–0 | 1–0 | 4–2 |
| 3   | Inter de Limeira | 14  | 10 | 3 | 5 | 2 | 17 | 13 | +4 | Classificados para Fase Final |     | 1–1 | 2–2 | —   | 1–1 | 3–0 | 2–3 |
| 4   | Francana         | 14  | 10 | 3 | 5 | 2 | 8  | 8  | 0  | Classificados para Fase Final |     | 2–2 | 1–0 | 0–0 | —   | 0–0 | 1–1 |
| 5   | Botafogo-SP      | 9   | 10 | 2 | 3 | 5 | 8  | 12 | −4 |                               |     | 1–1 | 0–2 | 1–2 | 0–1 | —   | 1–0 |
| 6   | Itapirense       | 7   | 10 | 2 | 1 | 7 | 11 | 20 | −9 |                               | 2–3 | 0–1 | 2–4 | 0–1 | 0–3 | —   |     |

### Grupo 3
| Pos | Equipe           | Pts | J  | V | E | D | GP | GC | SG | Classificação ou descenso     |     | XVP | PRI | PAU | SBT | GUA | RBR |
| --- | ---------------- | --- | -- | - | - | - | -- | -- | -- | ----------------------------- | --- | --- | --- | --- | --- | --- | --- |
| 1   | XV de Piracicaba | 24  | 10 | 7 | 3 | 0 | 13 | 4  | +9 | Classificados para Fase Final |     | —   | 1–1 | 1–0 | 2–1 | 1–0 | 3–1 |
| 2   | Primavera        | 19  | 10 | 5 | 4 | 1 | 15 | 9  | +6 | Classificados para Fase Final |     | 0–2 | —   | 2–0 | 2–2 | 4–3 | 1–0 |
| 3   | Paulista         | 13  | 10 | 4 | 1 | 5 | 10 | 10 | 0  | Classificados para Fase Final |     | 0–1 | 0–1 | —   | 4–2 | 1–0 | 2–1 |
| 4   | São Bento        | 11  | 10 | 2 | 5 | 3 | 12 | 14 | −2 | Classificados para Fase Final |     | 0–0 | 1–1 | 0–2 | —   | 0–0 | 2–2 |
| 5   | Guarani          | 8   | 10 | 2 | 2 | 6 | 10 | 16 | −6 |                               |     | 1–2 | 0–3 | 2–1 | 1–2 | —   | 1–0 |
| 6   | Rio Branco-SP    | 5   | 10 | 0 | 5 | 5 | 6  | 13 | −7 |                               | 0–0 | 0–0 | 0–0 | 0–2 | 2–2 | —   |     |

### Grupo 4
| Pos | Equipe              | Pts | J  | V | E | D | GP | GC | SG  | Classificação ou descenso     |     | SJO | PSA | OES | SCA | TAU | STA |
| --- | ------------------- | --- | -- | - | - | - | -- | -- | --- | ----------------------------- | --- | --- | --- | --- | --- | --- | --- |
| 1   | São José-SP         | 20  | 10 | 6 | 2 | 2 | 19 | 7  | +12 | Classificados para Fase Final |     | —   | 1–1 | 2–0 | 1–2 | 2–0 | 3–1 |
| 2   | Portuguesa Santista | 15  | 10 | 3 | 6 | 1 | 11 | 8  | +3  | Classificados para Fase Final |     | 1–1 | —   | 2–0 | 0–0 | 2–1 | 0–0 |
| 3   | Oeste               | 14  | 10 | 4 | 2 | 4 | 8  | 10 | −2  | Classificados para Fase Final |     | 2–1 | 3–1 | —   | 1–0 | 0–0 | 0–1 |
| 4   | São Caetano         | 13  | 10 | 4 | 1 | 5 | 8  | 11 | −3  | Classificados para Fase Final |     | 0–2 | 0–2 | 2–0 | —   | 0–2 | 2–0 |
| 5   | Taubaté             | 10  | 10 | 2 | 4 | 4 | 9  | 10 | −1  |                               |     | 0–2 | 1–1 | 1–2 | 3–0 | —   | 0–0 |
| 6   | Santo André         | 8   | 10 | 1 | 5 | 4 | 4  | 13 | −9  |                               | 0–4 | 0–0 | 0–0 | 0–2 | 1–1 | —   |     |

## Fase final
Em itálico, o clube que mandará a primeira partida em sua preferência. Em negrito, os vencedores dos confrontos diretos e classificados para próximas disputas.
|  | Oitavas de final    | Oitavas de final  | Oitavas de final  | Oitavas de final  |  |  | Quartas de final   | Quartas de final   | Quartas de final   | Quartas de final   |  |  | Semifinais          | Semifinais          | Semifinais          | Semifinais          |  |  | Final             | Final             | Final             | Final             |
|  | 23 a 31 de agosto   | 23 a 31 de agosto | 23 a 31 de agosto | 23 a 31 de agosto |  |  | 6 e 14 de setembro | 6 e 14 de setembro | 6 e 14 de setembro | 6 e 14 de setembro |  |  | 20 e 28 de setembro | 20 e 28 de setembro | 20 e 28 de setembro | 20 e 28 de setembro |  |  | 4 e 11 de outubro | 4 e 11 de outubro | 4 e 11 de outubro | 4 e 11 de outubro |
|  |                     |                   |                   |                   |  |  |                    |                    |                    |                    |  |  |                     |                     |                     |                     |  |  |                   |                   |                   |                   |
|  | XV de Piracicaba    |                   |                   |                   |  |  |                    |                    |                    |                    |  |  |                     |                     |                     |                     |  |  |                   |                   |                   |                   |
|  | Araçatuba           |                   |                   |                   |  |  |                    |                    |                    |                    |  |  |                     |                     |                     |                     |  |  |                   |                   |                   |                   |
|  |                     |                   |                   |                   |  |  |                    |                    |                    |                    |  |  |                     |                     |                     |                     |  |  |                   |                   |                   |                   |
|  |                     |                   |                   |                   |  |  |                    |                    |                    |                    |  |  |                     |                     |                     |                     |  |  |                   |                   |                   |                   |
|  |                     |                   |                   |                   |  |  |                    |                    |                    |                    |  |  |                     |                     |                     |                     |  |  |                   |                   |                   |                   |
|  | União São João      |                   |                   |                   |  |  |                    |                    |                    |                    |  |  |                     |                     |                     |                     |  |  |                   |                   |                   |                   |
|  |                     |                   |                   |                   |  |  |                    |                    |                    |                    |  |  |                     |                     |                     |                     |  |  |                   |                   |                   |                   |
|  | Noroeste            |                   |                   |                   |  |  |                    |                    |                    |                    |  |  |                     |                     |                     |                     |  |  |                   |                   |                   |                   |
|  |                     |                   |                   |                   |  |  |                    |                    |                    |                    |  |  |                     |                     |                     |                     |  |  |                   |                   |                   |                   |
|  |                     |                   |                   |                   |  |  |                    |                    |                    |                    |  |  |                     |                     |                     |                     |  |  |                   |                   |                   |                   |
|  |                     |                   |                   |                   |  |  |                    |                    |                    |                    |  |  |                     |                     |                     |                     |  |  |                   |                   |                   |                   |
|  | Monte Azul          |                   |                   |                   |  |  |                    |                    |                    |                    |  |  |                     |                     |                     |                     |  |  |                   |                   |                   |                   |
|  |                     |                   |                   |                   |  |  |                    |                    |                    |                    |  |  |                     |                     |                     |                     |  |  |                   |                   |                   |                   |
|  | Francana            |                   |                   |                   |  |  |                    |                    |                    |                    |  |  |                     |                     |                     |                     |  |  |                   |                   |                   |                   |
|  |                     |                   |                   |                   |  |  |                    |                    |                    |                    |  |  |                     |                     |                     |                     |  |  |                   |                   |                   |                   |
|  |                     |                   |                   |                   |  |  |                    |                    |                    |                    |  |  |                     |                     |                     |                     |  |  |                   |                   |                   |                   |
|  |                     |                   |                   |                   |  |  |                    |                    |                    |                    |  |  |                     |                     |                     |                     |  |  |                   |                   |                   |                   |
|  | Comercial           |                   |                   |                   |  |  |                    |                    |                    |                    |  |  |                     |                     |                     |                     |  |  |                   |                   |                   |                   |
|  |                     |                   |                   |                   |  |  |                    |                    |                    |                    |  |  |                     |                     |                     |                     |  |  |                   |                   |                   |                   |
|  | Inter de Limeira    |                   |                   |                   |  |  |                    |                    |                    |                    |  |  |                     |                     |                     |                     |  |  |                   |                   |                   |                   |
|  |                     |                   |                   |                   |  |  |                    |                    |                    |                    |  |  |                     |                     |                     |                     |  |  |                   |                   |                   |                   |
|  |                     |                   |                   |                   |  |  |                    |                    |                    |                    |  |  |                     |                     |                     |                     |  |  |                   |                   |                   |                   |
|  |                     |                   |                   |                   |  |  |                    |                    |                    |                    |  |  |                     |                     |                     |                     |  |  |                   |                   |                   |                   |
|  | São José-SP         |                   |                   |                   |  |  |                    |                    |                    |                    |  |  |                     |                     |                     |                     |  |  |                   |                   |                   |                   |
|  |                     |                   |                   |                   |  |  |                    |                    |                    |                    |  |  |                     |                     |                     |                     |  |  |                   |                   |                   |                   |
|  | São Bento           |                   |                   |                   |  |  |                    |                    |                    |                    |  |  |                     |                     |                     |                     |  |  |                   |                   |                   |                   |
|  |                     |                   |                   |                   |  |  |                    |                    |                    |                    |  |  |                     |                     |                     |                     |  |  |                   |                   |                   |                   |
|  |                     |                   |                   |                   |  |  |                    |                    |                    |                    |  |  |                     |                     |                     |                     |  |  |                   |                   |                   |                   |
|  |                     |                   |                   |                   |  |  |                    |                    |                    |                    |  |  |                     |                     |                     |                     |  |  |                   |                   |                   |                   |
|  | Portuguesa Santista |                   |                   |                   |  |  |                    |                    |                    |                    |  |  |                     |                     |                     |                     |  |  |                   |                   |                   |                   |
|  |                     |                   |                   |                   |  |  |                    |                    |                    |                    |  |  |                     |                     |                     |                     |  |  |                   |                   |                   |                   |
|  | Oeste               |                   |                   |                   |  |  |                    |                    |                    |                    |  |  |                     |                     |                     |                     |  |  |                   |                   |                   |                   |
|  |                     |                   |                   |                   |  |  |                    |                    |                    |                    |  |  |                     |                     |                     |                     |  |  |                   |                   |                   |                   |
|  |                     |                   |                   |                   |  |  |                    |                    |                    |                    |  |  |                     |                     |                     |                     |  |  |                   |                   |                   |                   |
|  |                     |                   |                   |                   |  |  |                    |                    |                    |                    |  |  |                     |                     |                     |                     |  |  |                   |                   |                   |                   |
|  | Grêmio Prudente     |                   |                   |                   |  |  |                    |                    |                    |                    |  |  |                     |                     |                     |                     |  |  |                   |                   |                   |                   |
|  |                     |                   |                   |                   |  |  |                    |                    |                    |                    |  |  |                     |                     |                     |                     |  |  |                   |                   |                   |                   |
|  | São Caetano         |                   |                   |                   |  |  |                    |                    |                    |                    |  |  |                     |                     |                     |                     |  |  |                   |                   |                   |                   |
|  |                     |                   |                   |                   |  |  |                    |                    |                    |                    |  |  |                     |                     |                     |                     |  |  |                   |                   |                   |                   |
|  |                     |                   |                   |                   |  |  |                    |                    |                    |                    |  |  |                     |                     |                     |                     |  |  |                   |                   |                   |                   |
|  |                     |                   |                   |                   |  |  |                    |                    |                    |                    |  |  |                     |                     |                     |                     |  |  |                   |                   |                   |                   |
|  | Primavera           |                   |                   |                   |  |  |                    |                    |                    |                    |  |  |                     |                     |                     |                     |  |  |                   |                   |                   |                   |
|  |                     |                   |                   |                   |  |  |                    |                    |                    |                    |  |  |                     |                     |                     |                     |  |  |                   |                   |                   |                   |
|  | Paulista            |                   |                   |                   |  |  |                    |                    |                    |                    |  |  |                     |                     |                     |                     |  |  |                   |                   |                   |                   |

## Premiação
| Copa Paulista Sicredi de Futebol Profissional 2025 |
| São Paulo                                          |
| -------------------------------------------------- |
| ' Campeão (.º título)                              |

## Estatísticas

### Artilharia
| Gols | Jogador        | Equipe              |
| ---- | -------------- | ------------------- |
| 5    | Bruno          | Primavera           |
| 5    | Felipe         | Comercial           |
| 4    | Hannyel        | São Bento           |
| 4    | João Victor    | XV de Piracicaba    |
| 4    | Miguel         | Inter de Limeira    |
| 4    | Rafael Tanque  | União São João      |
| 4    | Rone           | São José-SP         |
| 3    | Bady           | Linense             |
| 3    | Carlos Alberto | Portuguesa Santista |
| 3    | Eliandro       | Portuguesa Santista |
| 3    | Flavio         | São Bento           |
| 3    | Kadu           | Inter de Limeira    |
| 3    | João Vitor     | Itapirense          |
| 3    | Marquinhos     | Francana            |
| 3    | Maycon         | Taubaté             |
| 3    | Palafoz        | Oeste               |
| 3    | Thomaz         | Inter de Limeira    |
| 3    | Vitinho        | Paulista            |